# Israel Nash
Israel Nash Gripka (* 1981 in Aurora, Missouri) ist ein US-amerikanischer Indierockmusiker. Seit 2013 verkürzt er seinen Namen zu Israel Nash.

## Karriere
Nash stammt aus Aurora, Missouri. Mit 9 Jahren erhielt er Klavierunterricht, wechselte aber bald zur E-Gitarre. Mit 13 hatte er eine Alternative-Rock-Band namens Skirmish. Nash zog 2006 nach New York und trat in verschiedenen Clubs auf der Lower East Side, wie The Living Room und der Rockwood Music Hall, auf. Sein 2009 entstandenes Debütalbum New York Town nahm er im Magic Shop Studio in New York auf. Schließlich wurde das Album vom niederländischen Label Continental Records Services in Europa veröffentlicht.
Sein zweites Album Barn Doors and Concrete Floors wurde im Sommer 2010 außerhalb New Yorks auf einer Farm aufgenommen. Steve Shelley (Sonic Youth) war Co-Produzent und spielte auf allen Tracks das Schlagzeug. Den Rest seiner Studioband rekrutierte Nash aus seinem Freundeskreis: Joey McClellan (Midlake, The Fieros) an der Lead-Gitarre, Aaron McClellan (The Fieros) am Bass und Eric Swanson an Bass, Mandoline und Banjo. Es folgte eine ausgedehnte Europa-Tournee.
Ende 2011 verließ Nash New York und zog nach Dripping Springs unweit von Austin, Texas. Im Sommer 2012 nahm er sein drittes Album Israel Nash’s Rain Plans in seinem Studio in seinem Haus außerhalb Dripping Springs auf. Als Produzent fungierte Ted Young. Die Band bestand aus den Musikern, die ihn bei der Barn Doors Tour begleitet hatten, insbesondere Josh Fleischmann (Drums), Joey (Gitarre) und Aaron McClellan (Bass) sowie Eric Swanson (PSG). Veröffentlicht beim Londoner Label Loose Music am 30. September 2013, wurde das Album in Europa positiv aufgenommen.
2014 erschien Rain Plans bei dem in Nashville ansässigen Label Thirty Tigers auch in den USA. In kurzer Zeit wurde es von National Public Radio (NPR) und verschiedenen nichtkommerziellen Radiostationen wie KEXP in Seattle, WXPN in Philadelphia, KUTX in Austin oder The Current in Minneapolis-Saint Paul gespielt.
2015 erschien mit Israel Nash’s Silver Season sein viertes Studioalbum.

## Diskografie
- 2009: New York Town
- 2011: Barn Doors and Concrete Floors
- 2011: 2011 Barn Doors Spring Tour, Live in Holland
- 2013: Israel Nash’s Rain Plans
- 2015: Israel Nash’s Silver Season
- 2018: Lifted
- 2020: Across the Water; Live In Europe (2020)
- 2021: Topaz
- 2023: Ozarker